# Bażyńscy
Bażyńscy herbu Bażeński (niem. von Baysen), znani również jako Bażeńscy – polski ród szlachecki znany z opozycyjnej działalności wobec zakonu krzyżackiego. Przedstawiciele rodu należeli do Związku Jaszczurczego i Związku Pruskiego oraz działali na rzecz włączenia państwa krzyżackiego do Korony.

## Znani przedstawiciele

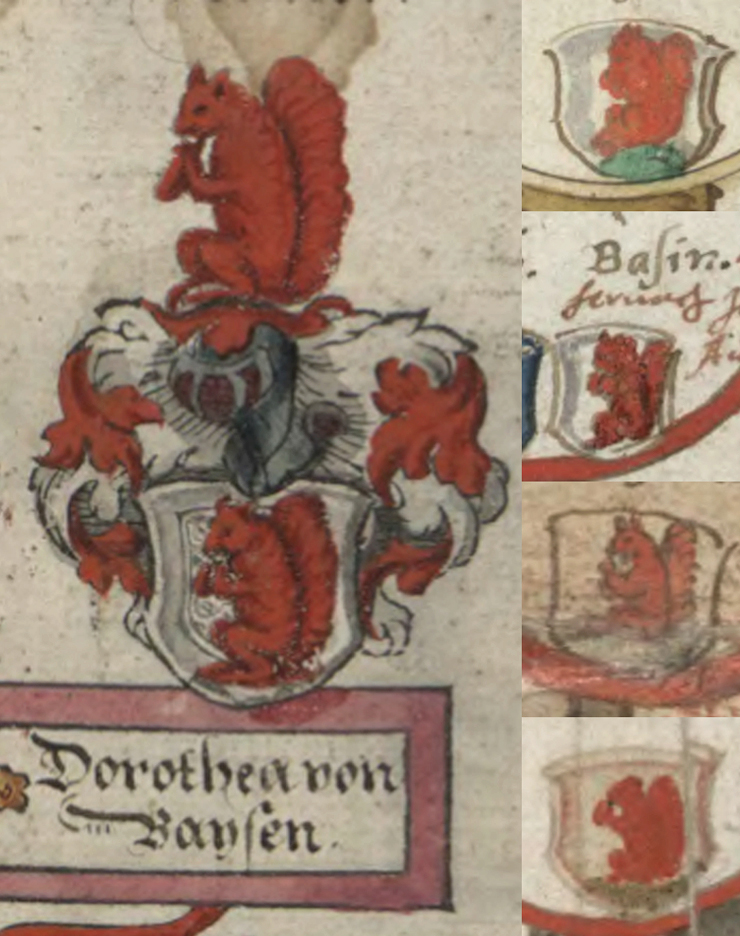
Herb rodu Bażyńskich (von Baysen) w rękopisie z XVI w.

- Pior Bażyński – sędzia ziemski w Dąbrównie
- Jan Bażyński s. Piotra (zm. 1459) – gubernator Prus.
- Aleksander Bażyński s. Piotra (zm. ok. 1484) – po 1451 przeszedł na stronę Krzyżaków.
- Gabriel Bażyński s. Piotra (zm. 1475) – wojewoda elbląski i chełmiński.
- Ścibor Bażyński s. Piotra (zm. 1480) – gubernator Prus od 1459
- Jan Bażyński s. Ścibora (zm. 1480) – kasztelan elbląski.
- Mikołaj Bażyński s. Ścibora (zm. 1503) – wojewoda malborski i kasztelan gdański.
- Tomasz Bażyński (zm. po 4 stycznia 1491) – m.in. starosta Braniewa, warmiński wójt krajowy.
- Jerzy Bażyński (zm. 1546) – wojewoda malborski.
- Jan Bażyński s. Jerzego (zm. 1548) – podkomorzy malborski w latach 1532–1546, kasztelan gdański
- Jerzy Bażyński (zm. 1596) – starosta skarszewski i sobowidzki (starszy brat Ludwika).
- Ludwik Bażyński (zm. 1612) – starosta sobowidzki, ostatni przedstawiciel rodu Bażyńskich.